# 1997년 5월
| 1997년: 1월 · 2월 · 3월 · 4월 · 5월 · 6월 · 7월 · 8월 · 9월 · 10월 · 11월 · 12월 |

| <          | 1997년 5월 | 1997년 5월 | 1997년 5월 | 1997년 5월  | 1997년 5월 | >          |
| 일         | 월         | 화         | 수         | 목          | 금         | 토         |
|            |            |            |            | 1 3.25 계묘 | 2 26 갑진  | 3 27 을사  |
| 4 28 병오  | 5 29 정미  | 6 30 무신  | 7 4.1 기유 | 8 2 경술    | 9 3 신해   | 10 4 임자  |
| 11 5 계축  | 12 6 갑인  | 13 7 을묘  | 14 8 병진  | 15 9 정사   | 16 10 무오 | 17 11 기미 |
| 18 12 경신 | 19 13 신유 | 20 14 임술 | 21 15 계해 | 22 16 갑자  | 23 17 을축 | 24 18 병인 |
| 25 19 정묘 | 26 20 무진 | 27 21 기사 | 28 22 경오 | 29 23 신미  | 30 24 임신 | 31 25 계유 |

| 편집하기 |

## 1997년5월 18일
- 자이르 반군이 국정 전반을 장악. 콩고 민주 공화국으로 개칭.

## 1997년5월 17일
- 자이르의 반군이 수도 킨샤샤에 입성. 자이르 정부군의 무조건 항복 요구.

## 1997년5월 15일
- 채널 터널이 전체 복구되다.

## 1997년5월 11일
- IBM 사의 컴퓨터 딥 블루가 처음으로 당시 체스 세계 챔피언이었던 게리 카스파로프를 이기다.

## 1997년5월 2일
- 토니 블레어가 영국 수상이 되다.